# Echiniscus markezi
Echiniscus markezi är en djurart som tillhör fylumet trögkrypare, och som beskrevs av Mihelcic 1971. Echiniscus markezi ingår i släktet Echiniscus och familjen Echiniscidae. Inga underarter finns listade i Catalogue of Life.